# بيتر بيرجمان
بيتر جابريل برجمان (بالألمانية: Peter Bergmann)‏ هو فيزيائي أمريكي ألماني يهودي الديانة وُلد في 24 مارس 1915 في مدينة برلين وتُوفي في 19 أكتوبر عام 2002 في مدينة سياتل، وعُرف بالأساس بأعماله مع ألبرت أينشتاين في نظرية الحقل الموحد، تشمل جميع التفاعلات المادية كما أدخل القيود الأولية والثانوية في الميكانيكا.و بعد حصوله على الدكتوراة في الجامعة الألمانية في براغ عام 1936 تحت إشراف فيليب فرانك، ذهب للعمل مع أينشتاين، كمساعد في أبحاثه، في معهد الدراسات المتقدمة بين عامي 1936 و 1941. وفي عام 1942، نشر بيرجمان أول كتاب له حول النسبية العامة «مدخل إلى نظرية النسبية»، مع مقدمة كتبها أينشتاين. ونُشرت الطبعة الثانية من هذا الكتاب في دار دوفر للنشر في عام 1976. وكانت كتبه الدراسية الأخرى:
- لغز الجاذبية (داردوفر للنشر، 1993)

- النظريات الأساسية للفيزياء (برنتيس هول للنشر، 1951)

كما تعاون بيتر برجمان مع ألبرت أينشتاين جنبًا إلى جنب مع بيتر سي. أيخلبورغ ورومان أولريش سيشل (فيزيج للنشر، 1979) في تأليف كتاب: تأثيره على الفيزياء والفلسفة والسياسة.
عندما قام إدوارد تريون عام 1973 بنشر بحثه في ورقز علمية بعنوان «هل الكون هو تردد للفراغ»، ذكر تريون كيف تعلم من كتابات بيرجمان من كيف كان يمكن لكوننا أن يبدأ بطاقة تساوي صفر ولا يتعارض مع قانون الحفاظ على الطاقة لأن طاقة الكتلة إيجابية وأن طاقة الجاذبية سالبة وأنها تلغي بعضها البعض ومن ثم يمكن لكوننا أن يبدأ من الصفر.
كان بيتر بيرجمان أستاذًا في جامعة سيراكيوز من 1947 إلى 1982 وكذلك في جامعة نيويورك. وحصل بعد وفاته على جائزة آينشتاين الأولى في عام 2003. ويشمل طلاب الذي أشرف علي أعمال الدكتوراة الخاصة بهم الطلاب جويل ليبوفيتز وبانتور سيلابان وجون بوردمان وراينر ك. ساكس.
ولدي بيتر بيرجمان رقم 2 في عدد إيردوس حيث يصف مقياسًا لتأليف أوراق بحثية في اختصاص الرياضيات.